# La parella perfecta
"La parella perfecta" (títol original en anglès "The Perfect Mate")  és el 21è episodi de la cinquena temporada, de la sèrie de televisió de ciència-ficció estatunidenca Star Trek: La nova generació i el 121è de tota la sèrie. Es va emetre originalment el 27 d’abril de 1992 en redifusió als Estats Units. Va ser dirigit per Cliff Bole. L'episodi va ser atribuït a Gary Percante i Michael Piller a partir d'una història de Percante i René Echevarria. Percante era un pseudònim de Reuben Leder, que va ser utilitzat pel guionista en protesta contra les reescriptures. Es van escriure quatre finals, dels quals es van filmar dos.
Ambientada al segle XXIV, la sèrie segueix les aventures de la tripulació de la nau de la Flota Estel·lar de la Federació Enterprise-D sota el comandament del capità Jean-Luc Picard. En aquest episodi, el capità Jean-Luc Picard (Patrick Stewart) desenvolupa sentiments per Kamala (Famke Janssen), una dona destinada des de la infància a un matrimoni concertat que, amb sort, podria posar fi a una guerra entre dos planetes. Picard intervé per ajudar a la cerimònia de pau i més tard entrega Kamala al seu casament.
L'episodi va ser el segon treball d'actriu per a l'exmodel Janssen, i posteriorment rebutjaria l'oferta d'unir-se al repartiment principal de Star Trek: Deep Space Nine. El maquillatge que va veure a "La parella perfecta" acabaria sent utilitzat per Jadzia Dax en aquella sèrie. També hi va aparèixer Max Grodénchik, que interpretaria Rom a Deep Space Nine. "La parella perfecte" va rebre una qualificació Nielsen del 10,8 per cent i una acollida mixta per part dels crítics. D'una banda, algunes crítiques es van dirigir a la presentació de Kamala i els ferengi, però elogis per la interpretació de Stewart i Janssen.

## Argument
L'ambaixador kriosià Briam (Tim O'Connor) puja a bord de l' Enterprise amb una mica de càrrega, a punt per a una cerimònia de pau amb els valtians. Mentre la nau es dirigeix a la trobada, salven dos ferengi d'una nau en fallida. Tot i que s'ha assignat seguretat, els ferengi entren a la bodega de càrrega i desactiven el camp d'estasi de la càrrega de Briam, revelant una jove kriosiana anomenada Kamala (Famke Janssen). Amb els ferengi assegurats, es revela que és una metamorfa empàtica que pot sentir el que desitgen els homes que l'envolten i reaccionar en conseqüència. La portaven per a un matrimoni concertat amb el representant valtià. Kamala genera feromones que poden afectar els homes que l'envolten, motiu pel qual es va mantenir en estasi fins a la cerimònia.
Briam li diu a Kamala que es quedi a les seves estances, però el capità Picard li permet viatjar per tota la nau, amb el tinent comandant Data (Brent Spiner) com a escorta. Això gairebé provoca l’esclat d’una baralla al Ten Forward, quan Kamala comença a interactuar amb diversos miners. Els ferengi intenten subornar Briam perquè els lliuri Kamala, però ell rebutja la seva oferta. Quan marxa, l'ataquen, fent que caigui, es colpegi el cap i perdi el coneixement. L' "Enterprise" lliura els ferengi a la base estel·lar més propera per ser jutjats, però Briam no pot participar a la cerimònia. Kamala ajuda Picard a assumir el paper de Briam, i els dos s'acosten. Ell intenta resistir les seves habilitats i li diu que sigui ella mateixa, i ella explica que la dona que ell vol que sigui és qui realment és.
Es reuneixen amb l'ambaixador valtià, el canceller Alrik (Mickey Cottrell), que no està interessat en el matrimoni i vol aconseguir acords comercials. Amb els arranjaments fets, Picard visita Kamala per acomiadar-se; ella li diu que s'ha unit permanentment a ell en lloc d'Alrik. Kamala explica que ell l'ha canviat per a millor i que continuarà el amb el seu deure amb el seu poble casant-se amb Alrik. A la cerimònia del casament, Picard acompanya Kamala a l'altar i observa com es casa amb Alrik. Després que els recent casats hagin tornat al planeta, Picard s'acomiada de Briam a la sala del transportador. Quan li pregunten com es va resistir a Kamala, la cara de Picard roman inexpressiva mentre desitja a l'ambaixador un bon viatge a casa.

## Repartiment i doblatge al català
La sèrie va ser doblada al català pels estudis Tramontana (primera part) i Soundtrack (segona part) i emesa a TV3 l’any 1991. Els dobladors de l'episodi foren:
| Personatge       | Actor/actriu    | Veu en català      |
| ---------------- | --------------- | ------------------ |
| Jean-Luc Picard  | Patrick Stewart | Joan Crosas        |
| William Riker    | Jonathan Frakes | Antoni Forteza     |
| Data             | Brent Spinner   | Joaquim Sota       |
| Geordi La Forge  | LeVar Burton    | Aleix Estadella    |
| Worf             | Michael Dorn    | Enric Arquimbau    |
| Beverly Crusher  | Gates McFadden  | Aurora Garcia      |
| Deanna Troi      | Marina Sirtis   | Victòria Pagès     |
| Kamala           | Famke Janssen   | Maria Josep Guasch |
| Ambaixador Briam | Tim O'Connor    | Pepe Antequera     |
| Par Lenor        | Max Grodénchik  | Jordi Vilaseca     |
| Alrik            | Mickey Cottrell | Eduard Elias       |
| Qol              | Michael Snyder  | Francesc Figuerola |

## Producció

### Guió
La història de "La parella perfecta" va ser creada per René Echevarria i Reuben Leder i després escrita com a obra de televisió per Leder i el productor executiu Michael Piller. Diversos membres del personal van fer moltes edicions al guió, i Piller va considerar que era difícil a causa del tema. Com va explicar Piller a Echevarria en una nota, creia que Kamala havia de ser un personatge complet que fos estimat per l'espectador perquè l'episodi funcionés.
El seu company productor executiu Rick Berman va recordar discussions acalorades sobre el contingut del guió, i després de les posteriors reescriptures de l'esborrany, Leder va optar per ser acreditat només amb el pseudònim de Gary Percante. Aquesta va ser l'única vegada durant el mandat de Piller com a productor executiu que un guionista va optar per ser acreditat sota un pseudònim. Posteriorment, Piller va elogiar l'episodi, dient: "Tenim Beverly argumentant que la missió de Kamala equival a la prostitució, i tenim Picard prenent l'altra direcció; que tant si ho aprovem com si no, no podem canviar ni interferir en la manera com són aquestes persones. I si accepteu la visió de [Gene] Roddenberry, sobre la qual estem basats, heu de respectar-la".
Dues de les escenes que es veuen a "La parella perfecta" es van basar en referències d'episodis anteriors. La reunió matinal entre Picard i Crusher durant el te que es veu aquí ja s'havia esmentat anteriorment a "Qpido", mentre que a "Família" es menciona que Picard va prendre classes de piano de petit. A "La parella perfecta", explica que només les va prendre breument perquè la seva mare volia que ho fes. Es van escriure quatre finals per a l'episodi, dos dels quals es van filmar. Piller preferia un "final amb trampa" en què Picard somiava amb objectar al casament, però finalment amb Kamala rebutjant-lo a ell i a Alrik després d'haver estat il·luminada per la influència de Picard.

### Càsting

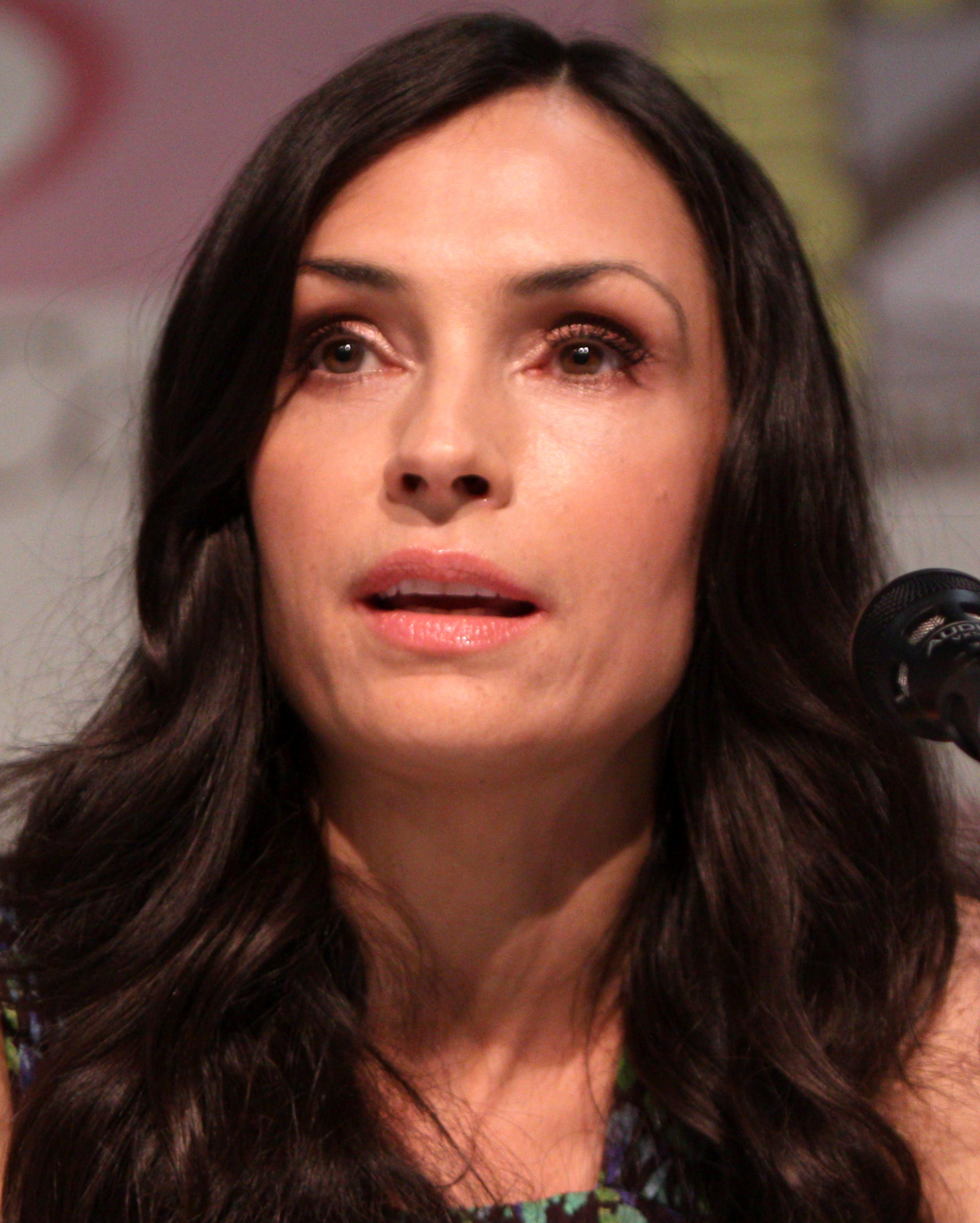
Famke Janssen havia treballat com a model abans d'aparèixer a "La parella perfecta".

Abans de treballar a La nova generació, Famke Janssen havia treballat com a model a Europa durant set anys. El seu primer paper com a actriu va ser a la sèrie de televisió Fathers and Sons, i Star Trek representava la seva segona actuació com a actriu. Dos dies després de fer l'audició per al paper de Kamala, era al plató filmant l'episodi. Més tard va descriure com això no li va donar gaire temps per preparar-se per al paper, i que les noves pàgines del guió es lliurarien diàriament durant els set dies de rodatge, cosa que va trobar difícil a causa de la seva manca de fluïdesa en anglès en aquell moment. Tanmateix, va dir que el repartiment era amable i els va descriure com una "família". Pel que fa al maquillatge, va dir que el primer dia van crear una plantilla a través de la qual van aplicar les taques els sis dies següents. Janssen va dir que Kamala era "molt intel·ligent i educada". Berman va descriure Janssen com "tan bella com qualsevol dona que qualsevol de nosaltres hagi vist mai i va oferir una actuació encantadora".
Després de la seva aparició a l'episodi, a Janssen li van oferir un contracte de cinc anys per aparèixer al repartiment principal com a Jadzia Dax a Star Trek: Deep Space Nine, però el va rebutjar perquè no volia estar lligada a un contracte de sèrie a llarg termini, i considerava que l'hauria fet mandrosa com a actriu. El maquillatge que portava Janssen es va utilitzar en el repartiment d'actors d'aquella part, Terry Farrell, tot i que sense plantillar. Això va ser com a resultat del rebuig de Berman del maquillatge original Trill de "L'hoste", i es va suggerir el maquillatge de Kamala com a substitut. En una entrevista amb Starlog el 1993, Janssen va dir que estaria encantada de tornar a La nova generació per interpretar Kamala una vegada més. No va tornar a la sèrie, però va aparèixer com a Jean Grey al costat de Stewart a la pel·lícula del 2000 X-Men i a les pel·lícules posteriors de la sèrie. Va trobar fàcil treballar amb Stewart quan es van reunir, a causa del seu treball previ a "La parella perfecta".
"La parella perfecta" va ser un dels diversos episodis de La nova generació on Max Grodénchik va interpretar un ferengi. Posteriorment, va fer una audició per al paper de Quark a Deep Space Nine, però aquest va ser per a Armin Shimerman. Grodénchik va interpretar llavors "Ferengi Pit Boss" al pilot de Deep Space Nine, "Emissary", que posteriorment es va escriure i es convertiria en el germà de Quark, Rom. Michael Snyder va aparèixer com un altre ferengi a l'episodi "Trapelles" de La nova generació.

## Temes
Robin Roberts va parlar de "La parella perfecta" al seu llibre de 1999 Sexual Generations. Va explicar que la premissa d'una parella perfecta s'havia vist en altres llocs de la ciència-ficció, com ara a The Stepford Wives, i va dir que trobava inquietant quan les obres del gènere la representaven com un model a seguir per a les dones. Va anomenar "La parella perfecta" l'exemplificació de la "representació de la dona com a reflex passiu d'una parella masculina". Va comparar la no-interferència de la Federació en un poble que tracta les dones com a regals amb la participació dels Estats Units a la Guerra del Golf en defensa de Kuwait, un país que limita els drets de les dones.
Al llibre de Chris Gregory del 2000 Star Trek: Parallel Narratives, va comparar "La parella perfecta" amb l'episodi de La sèrie original "Elaan de Troyius" i el poema grec antic la Ilíada. Va dir que la influència de Picard va fer que Kamala abandonés qualsevol possible sensació de felicitat i la substituís per una major sensació d'autoconsciència i li eliminés la capacitat d'estimar legítimament Alrik.

## Recepció
"La parella perfecta" es va emetre durant la setmana del 10 de maig de 1992, en redifusió. Segons Nielsen Media Research, va ser vist pel 10,8% de totes les llars que miraven la televisió durant la seva franja horària. Aquest va ser el primer episodi amb la qualificació més baixa de la temporada.Va ser la qualificació més baixa des d’ "En teoria", emès durant la quarta temporada, acap episodi emès posteriorment durant el transcurs de la temporada va rebre audiències iguals o inferiors.
Starlog va informar el 1993 que la recepció de les fans de Star Trek va ser majoritàriament negativa a causa de la manera com es va presentar Kamala, mentre que alguns crítics van oferir una opinió similar. Michelle Erica Green, en la seva crítica per a TrekNation el 2013, va elogiar la química entre Stewart i Janssen, però la va qualificar de "episodi terrible, un enorme revés pel que fa a com Next Gen presenta les dones al segle XXIV, i el fet que apreciï algunes de les actuacions no vol dir que no desitgi que no s'hagués produït mai". Va qüestionar si, si s'hagués canviat el gènere de Kamala, els arguments presentats a l'episodi s'haurien mantingut, i va considerar que era una oportunitat perduda per abordar qüestions socials. A Keith DeCandido no li va agradar l'episodi a la seva crítica de Tor. Books|Tor.com]] el 2012, donant-li una puntuació de dos sobre deu. Va opinar que "esperaria una història arrelada en rols de gènere tediosament tradicionals d'un programa emès a finals dels anys seixanta. No tant principis dels anys noranta." Va dir que Janssen era "plana" i que no tenia cap química amb Stewart. DeCandido també va criticar els ferengi "en el seu pitjor moment" i l'absència de Deanna Troi a l'episodi.
Tanmateix, altres crítics van rebre l'episodi de manera més positiva. Zack Handlen va donar a l'episodi una qualificació de "B+" a la seva crítica del 2011 per a The A.V. Club. Va qualificar els ferengi de "tan horribles com sempre", però per altra banda va elogiar l'episodi. Va dir que Janssen va ser una de les raons per les quals va funcionar, amb l'evolució de Kamala a través de "La parella perfecta" mostrant "una sensació d'algú que es consolida com un individu sexualment conscient i potencialment poderós". Handlen va comparar la situació amb "Elaan de Troyius", i va trobar que la impressió de Kamala en Picard era un gir inesperat. Va quedar classificat en el lloc 47è dels 100 millors de tota la franquícia a la llista Charlie Jane Anders' per a io9. A la llista del Toronto Sun dels cinquanta millors moments de la franquícia, l'aparició de Janssen com a Kamala va quedar en el lloc 13è.
El 2019, Screen Rant va incloure aquest episodi en una llista de mals romanços puntuals a la sèrie; en part es van confondre pel fet que la parella va ser escollida més tard com a Professor X i Jean Grey a la franquícia "X-Men".
El 2021, l'escriptor Robert Vaux, per a CBR, va dir que Famke Janssen va ser una coprotagonista "fantàstica" per a Patrick Stewart, i va destacar aquest episodi entre un trio d'episodis de la cinquena temporada (juntament amb "Darmok" i "La llum interior") en què realment va brillar.

## Llançament en mitjans domèstics
"La parella perfecta" es va publicar per primera vegada en casset VHS als Estats Units i al Canadà el 7 d'octubre de 1997. L'episodi es va estrenar posteriorment als Estats Units el 5 de novembre de 2002, com a part del conjunt de la caixa DVD de la cinquena temporada. El primer llançament en Blu-ray va ser als Estats Units el 18 de novembre de 2013, seguit del Regne Unit el 19 de novembre de 2013.